# Georg Krog
Georg Krog (n. 2 iulie 1915, Bergen, Norvegia – d. 3 august 1991, Comuna Drammen, Buskerud, Norvegia) a fost un patinator de viteză ce a reprezentat Norvegia, medaliat olimpic. A participat la o ediție a Jocurilor Olimpice (1936) în care a câștigat o medalie de aur.

## Participări
Lista de mai jos prezintă principalele competiții la care a participat Georg Krog de-a lungul carierei.
- speed skating at the 1936 Winter Olympics – men's 500 metres[*]